# Chile ayuda a Chile
Chile ayuda a Chile est un ensemble de deux émissions de téléthon chiliennes, organisées exceptionnellement en 1985 et en 2010, en réponse à deux importantes catastrophes naturelles qui ont touché le Chili, le séisme de Santiago en 1985 (es) et le séisme chilien de 2010. Les deux émissions, présentées par le présentateur du Téléthon chilien (es) Don Francisco, ont été diffusées sur la chaîne de télévision Canal 13 ainsi que sur plusieurs autres chaînes.

## Éditions

### 1985
La première émission Chile ayuda a Chile a été diffusée sur Canal 13 le 8 et 9 mars 1985. Le but de l'émission était alors de collecter de l'aide humanitaire pour venir en aide aux victimes du tremblement de terre qui avait frappé le centre du Chili le 3 mars de la même année. 
Durant toute la durée de l'émission, des personnalités chiliennes du monde de la chanson et de la télévision se sont succédé à l'antenne afin d'encourager le public à faire des dons. Parmi ces personnalités figuraient notamment le chanteur José Alfredo Fuentes (es), le présentateur César Antonio Santis (es), la chanteuse Andrea Tessa (es), et les présentateurs Juan Guillermo Vivado (es) et Antonio Vodanovic.

### 2010
La deuxième édition de Chile ayuda a Chile a été organisée le 5 et 6 mars 2010, afin de venir en aide aux populations victimes du séisme qui a touché le pays le 27 février. L'événement a été organisé par la fondation du Téléthon chilien et le gouvernement du Chili. Le but était de lever 15 milliards de pesos chiliens.
Durant l'émission, animée par Karen Doggenweiler sur ANATEL avec Katherine Salosny comme téléphoniste, plus de 46 milliards de pesos ont été récoltés; le 9 mars 2010, la somme totale des dons s'élevait à 50 milliards de pesos, dépassant les fonds récoltés aux États-Unis lors de la campagne de charité Hope for Haiti Now organisée lors du séisme de 2010 à Haïti.